# Pafnouti Tchebychev
Pafnouti Lvovitch Tchebychev (en russe : Пафнутий Львович Чебышёв), né le 4 mai 1821 (16 mai dans le calendrier grégorien) à Okatovo, près de Borovsk, et décédé le 26 novembre 1894 (8 décembre dans le calendrier grégorien) à Saint-Pétersbourg, est un mathématicien russe. Son nom a tout d'abord été transcrit en français Tchebychef et la forme Tchebycheff est aussi utilisée en français. Il est aussi transcrit Tschebyschef ou Tschebyscheff (formes allemandes), Chebyshov ou Chebyshev (formes anglo-saxonnes), ainsi que Čebyšëv.
Il est connu pour ses travaux dans les domaines des probabilités, des statistiques, et de la théorie des nombres.
Tchebychev appartient à l'école mathématique russe fondée sous Catherine la Grande par Daniel Bernoulli et Euler. En est aussi issu son contemporain Lobatchevski, inventeur de la première géométrie non euclidienne.
Tchebychev reprend le vaste programme lancé par Jacques Bernoulli, Abraham de Moivre et Siméon Denis Poisson pour énoncer et démontrer de façon rigoureuse des théorèmes limites, c'est-à-dire pour établir les tendances asymptotiques des phénomènes naturels. Il établit une loi des grands nombres très générale et donne une nouvelle et brillante méthode de démonstration basée sur l'inégalité énoncée par Bienaymé et démontrée par lui-même.
En théorie des nombres, Tchebychev obtint en 1848-1852 des résultats corroborant une conjecture de Gauss et Legendre relative à la raréfaction des nombres premiers.
Si ces résultats ne lui permirent pas de démontrer la conjecture (le théorème des nombres premiers), ils lui permirent néanmoins de s'en approcher considérablement, et par ailleurs de démontrer une conjecture énoncée par Bertrand : « Pour tout entier n au moins égal à 2, il existe un nombre premier entre n et 2n ».
Il a aussi conçu un mécanisme appelé « cheval de Tchebychev » qui convertit un mouvement de rotation en un mouvement proche du mouvement linéaire.

Cheval de Tchebychev.

Après lui, Liapounov et Markov, ses élèves, continueront son œuvre et cette tradition russe conduit à Kolmogorov, fondateur des probabilités contemporaines.
- L'inégalité de Bienaymé-Tchebychev est utilisée pour prouver la loi faible des grands nombres.
- Les inégalités de Tchebychev en théorie des nombres (qui n'ont rien à voir avec la précédente), sont utilisées pour démontrer la conjecture de Bertrand (aussi appelée théorème de Tchebychev) mentionnée plus haut.
- Les polynômes de Tchebychev sont nommés en son honneur.
- En électronique analogique, il existe une famille de filtres nommée « filtres de Tchebychev ».

## Biographie

Buste de Pafnouti Tchebychev devant l'université de Moscou.

Pafnouti Lvovitch Tchebychev est né le 16 mai 1821 à Okatovo, une petite ville de l’Ouest de la Russie, à l’ouest de Moscou, dans une famille aisée. Son père est alors officier retraité de l’armée de l’empereur de Russie et a combattu les armées d’invasion napoléoniennes. Tchebychev eut huit frères et sœurs et ses frères suivirent l’enseignement militaire de son père. Lui, pour des raisons médicales, ne pourra pas en faire autant ; en effet, il a une jambe plus courte que l’autre ce qui le handicape et lui interdit l’accès aux armes. Occupant son temps différemment des autres enfants de son âge, il se concentra très tôt sur des activités plus scientifiques et ses capacités intellectuelles furent rapidement remarquées. Sa mère et sa cousine prendront en charge dans un premier temps son éducation scolaire, sa mère lui enseignant l’écriture et la lecture quand sa cousine lui apprendra le français et l’arithmétique. Plus tard, le français sera pour lui un moyen de communiquer ses travaux mathématiques aux autres scientifiques d’Europe lors des conférences internationales.
En 1832, quand Tchebychev eut 11 ans, la famille déménagea à Moscou. Il eut là-bas un tuteur en mathématiques nommé Pogorelsky, considéré comme le meilleur en la matière du moment. Il fut donc parfaitement préparé à étudier les sciences mathématiques et entra à la prestigieuse université de Moscou en 1837. Là-bas, Tchebychev fut influencé par Nikolaï Dmetrievitch Brashman, alors professeur de mathématiques appliquées depuis 1834, et il fut fasciné par les travaux d’ingénierie mécanique et hydraulique de ce dernier. Brashman apprit à ses élèves les théories de l'intégration et des fonctions algébriques ainsi que les calculs de probabilité. En 1841, Tchebychev obtint son premier degré d’études universitaires[à recycler] et continua dans cette même université pour un master[à recycler], toujours sous l’enseignement de Brashman. Sa première publication, écrite en français, traitait des intégrales multiples. Il l’envoya à Liouville en 1842 et elle apparut dans le Journal de mathématiques pures et appliquées en 1843. Il continua à rechercher la reconnaissance internationale en envoyant au « Journal de Crelle » (Journal für die reine und angewandte Mathematik) sa seconde publication dès 1844, toujours écrite en français, cette fois-ci sur les convergences des séries de Taylor. À l’été 1846, il soutint sa thèse. La même année, le Journal für die reine und angewandte Mathematik édita une nouvelle publication de Tchebychev sur cette thèse, où il poursuivait le programme de Bernoulli et de Poisson consistant à donner un cadre théorique aux théorèmes limites des probabilités, en développant des résultats rigoureux mais élémentaires. En 1847, il fut invité à présenter sa thèse à Saint-Pétersbourg : l’intégration au moyen des logarithmes. Recruté cette même année par Bouniakovski pour éditer les travaux d'Euler en théorie des nombres,, il publie un livre intitulé teoria sravneny, qui parut en 1849 et qui lui servit à soutenir son doctorat cette même année. Cependant cette thèse ne fut publiée qu’après sa mort, il se contenta de publier quelques-uns de ces résultats en 1853.
Tchebychev fut promu professeur extraordinaire à Saint-Pétersbourg en 1850. Deux ans après, il entreprit des voyages en France, en Angleterre et en Allemagne. Là-bas, il s’entretint avec de grands mathématiciens dont le français Bienaymé. Ces rencontres furent un tournant dans sa vie qui le conduisit à se lancer dans des recherches sur les théories des mécanismes et les théories des approximations, d’où il tira les grandes lois qui portent aujourd’hui son nom. On peut citer par exemple les polynômes de Tchebychev, les filtres de Tchebychev ou encore l'inégalité de Bienaymé-Tchebychev qui seront exposés dans le chapitre suivant. Il créa des liens avec des savants occidentaux et retourna régulièrement en France de 1873 jusqu’à 1893 où il tint une demi-dizaine de conférences dans les principales villes du pays. En 1893, à l’Exposition universelle de Chicago, il exposa sept de ses inventions, dont une bicyclette spéciale pour femme.
Il prit sa retraite du professorat de l’université de Saint-Pétersbourg en 1892. On peut noter que pendant sa carrière, il reçut un nombre important de distinctions honorifiques de la part de la ville où il enseignait : il fut dès son jeune âge académicien junior de l’Académie des sciences de Saint-Pétersbourg (1853), puis académicien extraordinaire (1856) et enfin académicien (1859). En 1893 il fut élu le membre honoraire de la Société mathématique de Saint-Pétersbourg. Il fut également un grand correspondant de la Russie auprès de plusieurs académies d’Europe occidentale : Liège (1856), Berlin (1871), Bologne (1873), Paris (1874), Londres (1877), Italie (1880) et Stockholm (1893) ; il reçut la Légion d’honneur en récompense de ses travaux en coopération avec les grands mathématiciens français de son temps. La mort l’emporta le 8 décembre 1894 à Moscou.
Sur sa vie personnelle, on sait qu’il ne s’est jamais marié et qu’il a toujours habité seul dans une grande maison, richement décorée. Il eut une fille, mais ne la reconnut jamais officiellement. Elle fut élevée par la sœur de Tchebychev et ce dernier l’aida financièrement même après son mariage avec un colonel.[réf. nécessaire]

## Ses recherches, ses travaux, son œuvre
Dans l’ensemble de son œuvre, Tchebychev s'est penché aussi bien sur les mathématiques fondamentales qu'appliquées. Il a ainsi inventé plusieurs machines à calculer. Il a également étudié la théorie des nombres, démontrant le postulat de Bertrand ou encore les résultats sur la fonction indicatrice d'Euler. Une part importante de ses travaux a concerné les probabilités, et c’est ainsi qu’il reste connu pour les polynômes qui portent son nom. Il les introduisit dans un article sur la mécanique qui reprenait l’ensemble de ses trouvailles à l’issue de sa vie. Nombre de ses articles seront écrits en français et publiés dans le journal de Crelle. À la fin de sa carrière, Tchebychev se voulait mathématicien international plutôt que russe.
Dès le début de ses études, Tchebychev a révélé un sens inné pour la recherche et c’est en tant que professeur-chercheur qu’il va mener sa vie. Ses travaux ont surtout concerné les probabilités et les approximations, et ont débouché sur les polynômes qui portent son nom. Cela va entre autres l’amener à étudier les polynômes orthogonaux. En 1852 il démontre le postulat de Bertrand. Puis avec son ami Bienaymé, il développe une théorie moderne des probabilités

### Travaux en calcul desprobabilités
En ce qui concerne ses travaux en probabilités, Tchebychev posa les bases de l’application de la théorie des probabilités pour les statistiques, en généralisant les théorèmes de Moivre et Laplace dans son article « Sur deux théorèmes relatifs aux probabilités ».
Il généralisera également dans la théorie des intégrales la fonction bêta, et examinera les intégrales de la forme {\displaystyle \int {x^{p}(1-x)^{q}dx}}.
Cela le conduira à trouver un algorithme de recherche d’une solution optimale dans un système d’équations linéaires dont on connaît une solution approchée.

### Polynômes de Tchebychev

#### Définition
Les polynômes de Tchebychev sont définis comme des polynômes d'interpolation et notés généralement {\displaystyle T_{n}}. On les utilise dans les approximations polynomiales de fonctions numériques. Ils sont définis sur l'intervalle {\displaystyle [-1;1]} par {\displaystyle T_{n}(\cos x)=\cos nx~}.
Ainsi, avec {\displaystyle n} appartenant aux entiers naturels, on appelle polynôme de Tchebychev de degré {\displaystyle n} l’application définie par :
{\displaystyle T_{n}:[-1;1]\rightarrow [-1;1],\qquad T_{n}(x)=\cos(n\,\arccos(x))}

#### Relation de récurrence entre les polynômes de Tchebychev
Énoncé :
on a {\displaystyle T_{0}(x)=1~} et {\displaystyle T_{1}(x)=x~} et, pour tout {\displaystyle n} appartenant à {\displaystyle \mathbb {N} :\quad T_{n+2}(x)=2x\,T_{n+1}(x)-T_{n}(x)}

#### Intérêt
L’interpolation de Lagrange provoque un problème de convergence (due au phénomène de Runge). Tchebychev s’est aperçu qu’en utilisant les racines de ces polynômes comme points d’interpolation, on peut réduire la marge d’erreur provoquée par l’interpolation ; c’est d’ailleurs dans ce but qu’il a étudié ces polynômes.
D’autre part, on verra plus loin que les polynômes de Tchebychev sont utilisés en électricité analogique dans le cadre des filtres.
Ils sont également utilisés pour démontrer le théorème d'approximation de Weierstrass dont l’énoncé est le suivant : Toute fonction continue sur un intervalle est limite uniforme d'une suite de polynômes.

### Conjecture de Gauss-Legendre
À partir de 1848, il obtint des résultats sur la conjecture de Gauss-Legendre (1792-1797). Soit {\displaystyle \pi (n)} le nombre de nombres premiers inférieurs à {\displaystyle n}. Gauss et Legendre conjecturent que la fonction {\displaystyle \pi (n)} est asymptotiquement équivalente à {\displaystyle {\frac {n}{\ln n}}} quand {\displaystyle n} tend vers l'infini.
Tchebychev renforça la plausibilité de cette conjecture en prouvant, d'une part que la fonction {\displaystyle \pi (n)} est asymptotiquement de l'ordre de {\displaystyle {\frac {n}{\ln n}}}, d'autre part que si la suite de terme général {\displaystyle {\frac {\pi (n)\ln n}{n}}} est convergente, alors sa limite est 1. Concernant le premier résultat il démontre, plus précisément : pour tout {\displaystyle x} suffisamment grand on a
{\displaystyle a<{\frac {\pi (x)\ln x}{x}}<{\frac {6}{5}}a,}
où la constante {\displaystyle a} vaut 0,92129... Ces dernières inégalités sont appelées les inégalités de Tchebychev (en théorie des nombres ; à ne pas confondre avec d'autres inégalités démontrées par Tchebychev).
Riemann a lui aussi tenté de démontrer la conjecture de Legendre-Gauss, mais sans succès. Il a étudié les zéros de la fonction zêta, émettant l'hypothèse (hypothèse de Riemann) qu'ils ont tous une partie réelle égale à 1/2. Cette hypothèse est le 8e problème de Hilbert et n’est toujours pas démontrée.

### Postulat de Bertrand(aussi appelé théorème de Tchebychev)
Énoncé
Pour tout entier {\displaystyle n>1}, il existe au moins un nombre premier compris entre les entiers {\displaystyle n} et {\displaystyle 2n}.
Grâce aux inégalités pour {\displaystyle \pi (x)} du paragraphe ci-dessus, avec des constantes impliquées suffisamment proches de 1 (0,92129... et 1,10555...), Tchebychev réussit à prouver que {\displaystyle \pi (2n-3)-\pi (n)>0} pour tout {\displaystyle n>3}, ce qui renforce et démontre la conjecture énoncée par Bertrand.
Histoire
Cette conjecture est énoncée et admise par Joseph Bertrand en 1845, puis démontrée par Tchebychev en 1850. Edmund Landau remarque qu'on peut en principe exploiter la méthode de Tchebychev pour montrer que pour tout entier {\displaystyle n>n_{0}(\epsilon )}, il existe un nombre premier entre {\displaystyle n} et {\displaystyle (1+\epsilon )n}, pour autant que {\displaystyle \epsilon >{\frac {171}{175}}\cdot {\frac {1}{5}}}. En utilisant d'autres méthodes, d'autres mathématiciens ont démontré des résultats de ce type pour des valeurs de {\displaystyle \epsilon } plus petites. Par exemple Robert Breusch (en), en 1932, démontre que pour tout entier {\displaystyle n>47}, il existe un nombre premier entre {\displaystyle n} et {\displaystyle 9n/8}.

### Inégalité de Bienaymé-Tchebychev
Tchebychev a beaucoup travaillé dans le cadre des probabilités, on le considère d’ailleurs comme celui qui a lancé la théorie des probabilités contemporaine. En 1867, il publie l’article « Des valeurs moyennes » dans lequel il présente et démontre l’inégalité de Bienaymé-Tchebychev afin de donner une loi générale des grands nombres.
Énoncé :
soit {\displaystyle X} une variable aléatoire réelle d'espérance {\displaystyle E(X)=m} et de variance {\displaystyle V(X)=\sigma ^{2}}. Alors, {\displaystyle P(|X-m|>\lambda \sigma )\leqslant 1/\lambda ^{2}}.

### Théorèmes limites
Jacques Bernoulli, Abraham de Moivre et Siméon Denis Poisson avaient déjà travaillé sur les théorèmes limites. Tchebychev reprit leurs travaux, et démontra les tendances asymptotiques des phénomènes naturels.
Il établit une loi des grands nombres très générale et donna une nouvelle méthode de démonstration basée sur l'inégalité énoncée par Bienaymé et démontrée par lui.

### Filtres de Tchebychev
En électronique analogique, il existe une famille de filtres nommée filtres de Tchebychev. On les nomme ainsi en raison de leurs caractéristiques mathématiques, qui sont dérivées des polynômes de Tchebychev.
Les filtres de Tchebychev sont un type de filtre caractérisé par l'acceptation d'une ondulation, soit en bande passante, soit en bande atténuée.
Dans le cas d’une bande passante, on parle de filtres de Tchebychev directs ou de type 1 ; dans le cas d’une bande atténuée, on parle de filtres de Tchebychev inverses ou de type 2. Les filtres qui présentent une ondulation à la fois en bande passante et en bande atténuée sont appelés filtres elliptiques.

#### Filtre de type 1 (direct)
Le filtre de Tchebychev de type 1 présente de multiples ondulations en bande passante, mais, à ordre constant, il permet une meilleure sélectivité que le filtre de Butterworth. La valeur maximale des ondulations en bande passante est un paramètre de conception du filtre. Plus cette valeur est importante (à ordre constant), plus le filtre est sélectif (i. e. sa pente est plus raide hors bande passante). Au voisinage de la fréquence de coupure, le déphasage est plus perturbé que pour le filtre de Butterworth, ce qui peut être préjudiciable, notamment en transmission de données (distorsion de phase). Dans les cas où l'ondulation et le déphasage ne posent pas de problème, on retrouve assez couramment ce type de filtre.

#### Filtre de type 2 (inverse)
Le filtre de Tchebychev de type 2 est le dual du filtre de Tchebychev de type 1. Il présente une évolution monotone en bande passante et des ondulations en bande atténuée. La courbe de réponse oscille entre une série de maximums, avec une valeur spécifiée par le constructeur du filtre, et une série de points où l'atténuation est totale : il s’agit des pôles.
À cause de la présence des pôles à des fréquences finies, le filtre de Tchebychev de type 2 présente une configuration de base qui utilise, du point de vue de la réalisation analogique, des composants simples avec des circuits LC série ou parallèle. Toujours en analogique, la nécessité de régler les circuits LC précisément entraîne des complications de conception. Par contre, en numérique, il n'y a pas plus de difficulté de conception qu'avec le type 1, auquel il est alors souvent préféré (à cause de meilleures caractéristiques en bande passante).

## Suite de ses travaux par ses élèves
Avant de mourir, Tchebychev a fourni à ses élèves de l’université de Saint-Pétersbourg un enseignement inestimable. Ses élèves, Markov et Liapounov, lui succédèrent et approfondirent ses travaux, lançant ainsi une tradition russe autour des probabilités, ce qui conduira aux travaux de Kolmogorov, le véritable père des probabilités contemporaines.
D’autre part, Liapounov établit une théorie de la stabilité et du mouvement des systèmes mécaniques déterminés par un nombre fini de paramètres. Avant lui, les problèmes de stabilité étaient résolus en linéarisant les équations différentielles et en négligeant tout ce qui était d’ordre supérieur. L’avancée significative de Liapounov est d’avoir avancé une méthode générale pour la solution des problèmes de stabilité. Markov, de son côté, étudia la théorie des probabilités en apportant beaucoup à cette branche des mathématiques et mis au point les fameuses chaînes de Markov, il établit une solution simple pour déterminer la limite supérieure de la dérivée d’un polynôme en connaissant la limite supérieure de ce polynôme.
D’autres travaux de Tchebychev furent repris à travers l’Occident surtout par les nombreux contacts qu’il s’était faits pendant ses voyages.

## Honneurs

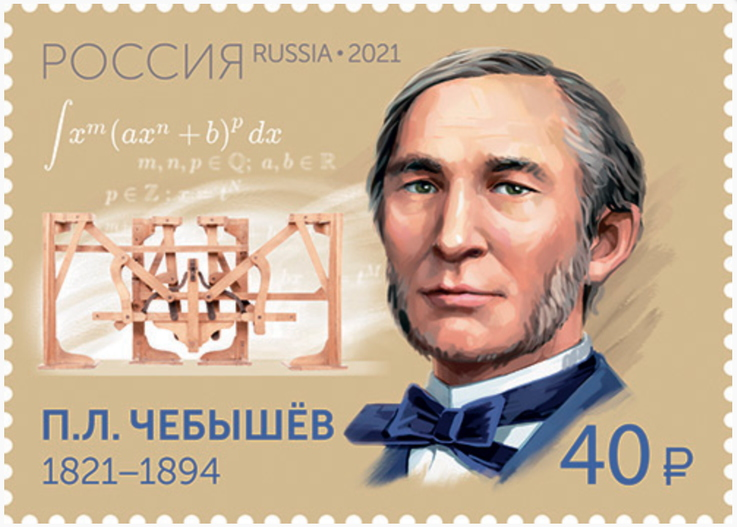
Timbre de la république fédérale de Russie, émis en 2021 pour le bicentenaire de la naissance de Pafnouti Chebychev.

L'astéroïde (2010) Tchebychev et le cratère lunaire Tchebychev ont été nommés en l'honneur de Pafnouti Tchebychev.